# Воловик польовий
Воловик польовий, кривоцвіт польовий як Lycopsis arvensis (Anchusa arvensis) — вид рослин з родини шорстколистих (Boraginaceae), поширений у Європі, Вірменії, Грузії.

## Опис

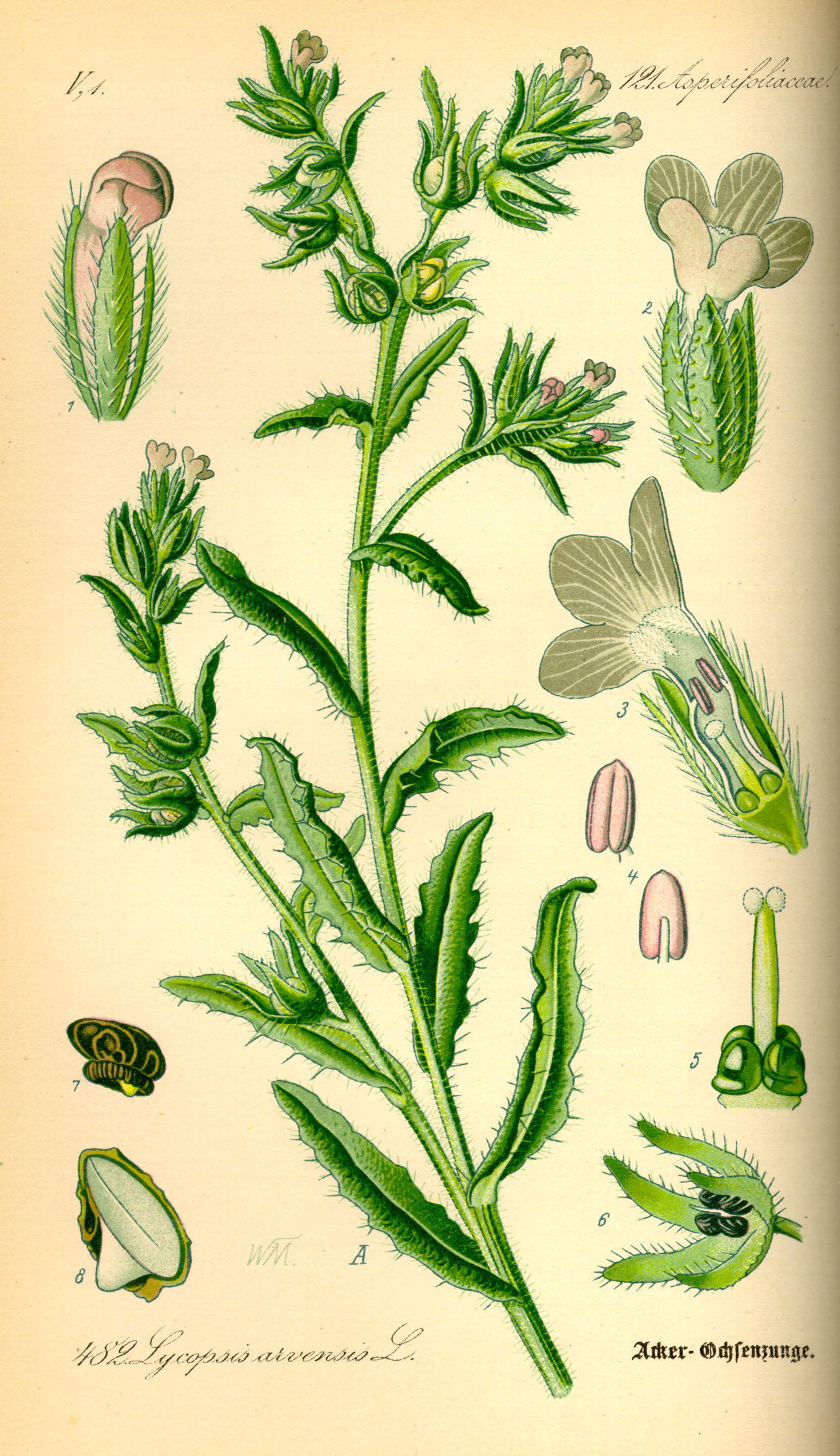
ілюстрація

Однорічна трава 15–50 см заввишки. Стрижневий корінь короткий, прямий. Стебло округло-щетинисте, грубо-волосате, верхня частина зазвичай гілляста. Листки чергуються. Прикореневі листки черешкові, черешки крилаті, стеблові листки черешкові, широко прикріплені. Листки подовжено або лінійно-ланцетні, на краю хвилясті, дрібно-виїмчасто-зубчасті, до 10 мм завширшки, обидві сторони волосисті. Суцвіття спочатку щільне, пізніше подовжується. Чашечка 5-лопатева від основи, густо волосиста; чашолистки ланцетні. Віночок дзвоноподібний, трохи двосторонньо симетричний, 5-лопатевий, блакитний, його трубка білувата, перевищує чашечку. Горішки косо-яйцеподібні, сітчасто-зморшкуваті і горбкуваті.

## Поширення
Поширений у Європі, Вірменії, Грузії.
В Україні вид зростає у лісових районах, рідше Лісостепу, зазвичай.